# Toxicofera
Toxicofera (del griego, 'los que llevan las toxinas') es un clado de escamosos que incluye los subordenes Serpentes (serpientes), Anguimorpha (lagartos, monstruo de Gila, y lagartos caimanes) e Iguania (iguanas, agamas, y camaleones). Toxicofera contiene alrededor de 4600 especies, (casi el 60%) de los escamosos existente. Abarca todas las especies de reptiles venenosos, así como numerosas especies no venenosas relacionadas. Hay poca evidencia morfológica para apoyar esta agrupación, sin embargo, ha sido recuperado por todos los análisis moleculares recientes. Las evidencias fósiles más antiguas de Toxicofera son de 170 millones de años, mientras que la molecular (divergencia entre Pan-Serpentes y el clado Anguimorpha-Iguania) sugiere un origen de 180,3 millones de años.

## Cladística
Toxicofera combina los siguientes grupos de clasificación tradicional:
- Suborden Serpentes (serpientes)
- Suborden Iguania (iguanas, lagartos, camaleones agamid, etc.)
- Suborden Anguimorpha, que consta de: 
  - Familia Varanidae (lagartos)
  - Familia Anguidae (lagartos caimán, ophiosaurus , etc.)
  - Familia Helodermatidae (monstruo de Gila y lagarto de cuentas mexicano)
  - Familia Shinisaurus (lagarto cocodrilo chino)
  - Familia Xenosaurus (lagartos perilla de escamas)

También se ha sugerido que los extintos mosasaurios y Polyglyphanodontia forman parte del clado basado en la evidencia fósil.

## Filogenia
Según los análisis genéticos y fósiles la filogenia podría ser la siguiente:
|  | Serpentes   |
|  |             |
|  | †Mosasauria |
|  |             |

|  | Anguimorpha                                                     |
|  |                                                                 |
|  | \| \| †Polyglyphanodontia \| \| \| \| \| \| Iguania \| \| \| \| |
|  |                                                                 |
|  | †Polyglyphanodontia                                             |
|  |                                                                 |
|  | Iguania                                                         |
|  |                                                                 |

|  | †Polyglyphanodontia |
|  |                     |
|  | Iguania             |
|  |                     |

|  | Serpentes   |
|  |             |
|  | †Mosasauria |
|  |             |

|  | Anguimorpha                                                     |
|  |                                                                 |
|  | \| \| †Polyglyphanodontia \| \| \| \| \| \| Iguania \| \| \| \| |
|  |                                                                 |
|  | †Polyglyphanodontia                                             |
|  |                                                                 |
|  | Iguania                                                         |
|  |                                                                 |

|  | †Polyglyphanodontia |
|  |                     |
|  | Iguania             |
|  |                     |

## Veneno
El veneno en los escamosos ha sido históricamente considerado una rareza; mientras que se ha conocido en las serpientes desde la antigüedad, el porcentaje real de especies de serpientes venenosas considerado era relativamente pequeño (alrededor del 25%). De las aproximadamente 2.650 especies de serpientes avanzadas (Caenophidia), sólo se consideraron venenosas a las especies con colmillos delanteros (~ 650) por la definición antropocéntrica. Siguiendo la clasificación de Helodermatidae en el siglo XIX, se pensaba que su veneno se habría desarrollado de forma independiente. En las serpientes, la glándula de veneno se encuentra en la mandíbula superior, pero en los helodermatidos, éste se encuentra en la mandíbula inferior. El origen del veneno en los escamosos se considera relativamente reciente en términos evolutivos y el resultado de la evolución convergente entre las familias de serpientes venenosas aparentemente polifiléticos. 
En 2003 se publicó un estudio que describe el veneno en subfamilias de serpientes que anteriormente carecían de él. El estudio adicional dijo que casi todas las serpientes "no venenosas" producen veneno en cierta medida, lo que sugiere un origen único, y por lo tanto mucho más antiguo del veneno en Serpentes de lo que se había considerado hasta entonces. Como cuestión práctica, Fry advirtió: 
Se ha pensado antes que algunas serpientes no venenosas tienen únicamente “saliva toxica” leve. Sin embargo, estos resultados sugieren que realmente poseen venenos reales. Incluso hemos aislado a partir de una serpiente ratonera [radiatus Coelognathus (anteriormente conocido como Elaphe radiata), una serpiente común en las tiendas de mascotas, una neurotoxina típica parecida al estilo de la cobra, que es tan potente como toxinas comparativas que se encuentran en los parientes cercanos de la cobra. Estas serpientes suelen tener pequeñas cantidades de veneno y falta de colmillos, pero todavía pueden impregnar su veneno a través de sus numerosos dientes afilados. Sin embargo, no todas estas serpientes son peligrosas. Lo que significa, sin embargo, que es necesario volver a evaluar el riesgo relativo de serpientes no venenosas.
Esto llevó a una investigación mayor, la cual llevó al descubrimiento de veneno (y los genes del veneno) en las especies de los grupos en que no se sabía antes que lo producían, por ejemplo en Iguania (específicamente la barbata de Pogona de la familia Agamidae) y Varanidae (del Varano arborícola). Se cree que este fue el resultado de la descendencia de un ancestro escamoso común productor de veneno; la hipótesis fue descrita simplemente como el "clado veneno" cuando se propuso por primera vez a la comunidad científica. El clado veneno incluyó Anguidae por razones filogenéticas y adoptó un nombre de clado sugerido anteriormente: Toxicofera. 
Se estimó que la especie ancestral común que desarrolló por primera vez el veneno dentro del clado veneno vivían en el orden de 200 millones de años atrás.  Se cree que los venenos que han evolucionado después de los genes con actividad normal en diversas partes del cuerpo se duplicaron y las copias encontraron un nuevo uso en las glándulas salivales. 
Entre las familias de serpientes tradicionalmente clasificadas como venenosas, la capacidad parece haber evolucionado a los extremos más de una vez por una evolución paralela; linajes de serpientes “no venenosas” han perdido ya sea la capacidad de producir veneno (pero todavía puede haber pseudogenes de veneno) o en realidad producir veneno en pequeñas cantidades (por ejemplo, 'saliva tóxica'), probablemente suficiente para ayudar en la captura de presas pequeñas, pero normalmente no causan daño a los humanos si son mordidos. 
La recién descubierta diversidad de especies de escamosos que producen venenos es un tesoro para aquellos que buscan desarrollar nuevos fármacos; muchos de estos venenos bajan la presión arterial, por ejemplo.  escamosos venenosos conocidos anteriormente ya han proporcionado la base para medicamentos como Ancrod, Captopril, eptifibatida, exenatida y Tirofibán.
El lagarto más largo, venenoso y la más grande de las especies de animales terrestres venenosas en el mundo es el dragón de Komodo. 

### Crítica
Otros científicos, como el biólogo de la Universidad Estatal de Washington, Kenneth V. Kardong y toxicólogos Scott A. Weinstein y Tamara L. Smith, han declarado que la alegación de glándulas de veneno que se encuentra en muchos de estos animales "ha tenido el efecto de subestimar la variedad de funciones complejas desempeñadas por las secreciones orales en la biología de los reptiles, produciendo una visión muy estrecha de las secreciones orales y dio lugar a una mala interpretación de la evolución de los reptiles ". Según estos científicos “las secreciones orales de los reptiles contribuyen a muchas funciones biológicas diferentes a la de despachar rápidamente a la presa". Estos investigadores concluyeron que, “Refiriéndose a que todo en este clado venenoso implica un peligro potencial global que no existe, induce a error en la evaluación de riesgos médicos, y confunde la evaluación biológica de los sistemas bioquímicos de los escamosos".  Más recientemente, se ha sugerido que muchas de las toxinas compartidas que subyacen a la hipótesis Toxicofera no son toxinas en absoluto.